# تجربة أداء (فلم 1999)
تجربة أداء (بالإنجليزية: ِAudition) هو فيلم رعب ياباني من إخراج تاكاشي ميكي استنادًا إلى رواية للكاتب ريو موراكامي. تدور حول الأرمل شيغهارو أوياما (ريو) الذي يقترح ابنه أن يتزوج من جديدة. يوافق أوياما ومع صديق على إجراء تجربة أداء زائفة لمقابلة زوجة جديدة محتملة. بعد إجراء مقابلات مع العديد من النساء أصبح أوياما مهتم بـ أسامي (ايهي شينا) التي تستجيب له بشكل جيد على الرغم من أنهم يتواعدون يؤثر ماضيها المظلم على علاقتهم.
كان «تجربة أداء» في الأصل مشروعًا لشركة مشروع أوميغا اليابانية التي أرادت صنع فيلم رعب بعد النجاح المالي الكبير لإنتاجها السابق «رينغ». لإنشاء الفيلم اشترت الشركة حقوق كتاب ريو موراكامي واستأجرت كاتب السيناريو دايسوكي تينغان والمخرج ميكي لتصوير فيلم مقتبس. يتكون طاقم العمل بشكل أساسي من الأشخاص الذين عملت معهم ميكي في مشاريع سابقة باستثناء شينا التي عملت كعارضة أزياء قبل مسيرتها المهنية في السينما. صور الفيلم في حوالي ثلاثة أسابيع في طوكيو.
عُرض الفيلم لأول مرة، مع عدد قليل من أفلام الرعب اليابانية الأخرى في مهرجان فانكوفر السينمائي الدولي لكنه حظي باهتمام أكبر عندما عُرض في مهرجان روتردام السينمائي الدولي في عام 2000، حيث حصل على جائزة الاتحاد الدولي للنقاد السينمائيين وجائزة KNF. بعد إصداره في اليابان استمر الفيلم في العرض في المهرجانات وعرض في الولايات المتحدة والمملكة المتحدة تليها عدة إصدارات منزلية. استقبل النقاد الغربيون الفيلم بإيجابية عند صدوره حيث أشار الكثيرون إلى التسلسل النهائي للتعذيب في الفيلم وكيف يتناقض مع المشاهد غير المرعبة من قبل. ظهر الفيلم في عدة قوائم لأفضل أفلام الرعب على الإطلاق، وكان له تأثير على أفلام الرعب والمخرجين الآخرين بما في ذلك إيلي روث وأخوات سوسكا.

## القصة
شيجهارو أوياما صديق أوياما ياسوهيسا يوشيكاوا منتج أفلام يبتكر اختبارًا وهميًا لتجربة الأداء حيث تقوم الشابات باختبار أداء «الجزء» من زوجة أوياما الجديدة. توافق أوياما على الخطة وسحرها على الفور أسامي يامازاكي منجذبة إلى عمقها العاطفي الواضح.
تتطور يوشيكاوا للوصول إلى أي من المراجع في سيرتها الذاتية مثل منتج الموسيقى الذي ادعت أنه يعمل لديه والذي مفقود. ومع ذلك، فإن أوياما مفتونة بها لدرجة أنه يلاحقها على أي حال. تعيش في شقة فارغة تحتوي على كيس وهاتف. لمدة أربعة أيام بعد الاختبار جلست تمامًا بجوار الهاتف في انتظار رنينه. عندما يحدث ذلك أخيرًا تجيب متظاهرة بأنها لم تتوقع أبدًا أن يتصل بها أوياما. بعد عدة مواعيد، وافقت على مرافقته إلى فندق على شاطئ البحر حيث ينوي أوياما مغرم الزواج. في الفندق تكشف أسامي عن ندوب حروق على جسدها. قبل ممارسة الجنس يطلب اسامي من أوياما أن يتعهد بحبه لها وليس لأي شخص آخر. يوافق أوياما شديد التأثر. في الصباح لا يمكن العثور على اسامي في أي مكان.
تحاول أوياما تعقبها باستخدام سيرتها الذاتية، لكن كما حذر يوشيكاوا فإن جميع جهات الاتصال لا تزال مسدودة. في استوديو الرقص حيث ادعت أنها تدربت، وجد رجلاً بأقدام صناعية. تم التخلي عن الحانة التي زعمت أنها تعمل فيها لمدة عام بعد مقتل المالك وتقطيع أوصاله. أخبر أحد المارة أوياما أن الشرطة وجدت ثلاثة أصابع إضافية وأذنًا ولسانًا إضافيًا عندما استعادوا الجثة؛ أوياما لديه هلوسة لأجزاء الجسم. في هذه الأثناء يذهب اسامي إلى منزل أوياما ويجد صورة لزوجته الراحلة. غاضبة، انها تعاطيه الخمور. يعود أوياما إلى المنزل ويصب شرابًا وبعد فترة قصيرة يشعر بآثار الدواء. يظهر الفلاش باك أن الكيس الموجود في شقة أسامي يحتوي على رجل فقد قدميه ولسانه وأذن واحدة وثلاثة أصابع في يد واحدة. يزحف ويتوسل من أجل الطعام. يتقيأ اسامي في طبق الكلب ويضعه على الأرض للرجل. يلصق الرجل وجهه في القيء ويأكله جوعًا.
ينهار أوياما من المخدرات. يقوم أسامي بحقنه بـ عامل مشلول يترك أعصابه متيقظة ويعذبه بالإبر. أخبرته أنه مثل أي شخص آخر في حياتها، فشل في حبها فقط. لا يمكنها تحمل مشاعره تجاه أي شخص آخر حتى ابنه. تقوم بإدخال الإبر في الجلد أسفل عينيه، قائلة «أعمق» باستمرار كما تفعل. ثم قطعت قدمه اليسرى بـ المنشار السلكي. تعود شيجيكو إلى المنزل بينما تبدأ اسامي في قطع قدم أوياما الأخرى وتتسلل إليه برذاذ. عندما تهاجم الصبي، يبدو أن أوياما تستيقظ فجأة في الفندق بعد أن مارس الجنس مع أسامي ويبدو أن محنته الحالية ليست سوى كابوس؛ أوياما تقترح الزواج ويقبل أسامي. عندما عاد للنوم في الفندق عاد ليجد ابنه يقاتل أسامي، الذي يلوح بعلبة من صولجان. شيجيكو تركلها في الطابق السفلي مما أدى إلى كسر رقبتها. يأمر أوياما ابنه بالاتصال بالشرطة ويحدق في أسامي المحتضر، التي تكرر ما قالته في أحد مواعيدهم عن حماسها لرؤيته مرة أخرى.

## طاقم العمل
- إيهي شينا
- ريو إيشيباشي
- دجون
- تيتسو سواكي
- مايوكي
- توشي نيجيشي
- كين ميتسوشي
- بيور أوسوغي
- رينجي إيشيباشي

## الإنتاج

### التطوير

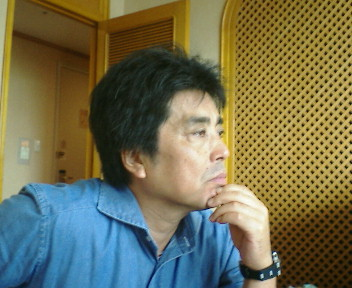
تم اقتباس الفيلم من الرواية التي تحمل نفس الاسم من قبل ريو موراكامي
.

كانت شركة الإنتاج الرئيسية وراء تجربة أداء هي شركة مشروع أوميغا اليابانية. كانت أوميغا في الأصل وراء إنتاج حلقة فيلم هيديو ناكاتا كان هذا نجاحًا كبيرًا في اليابان، وبالتالي في بقية آسيا. واجهت أوميغا مشاكل في إعداد إصدار رينغ (فيلم) في كوريا وعملت شركة AFDF كوريا على إعادة تكييف الحلقة الكورية. وفي العام التالي في عام 1998، دخلت أوميغا في شراكة مرة أخرى مع AFDF كوريا وشركات إنتاج أخرى بما في ذلك الخالقين شركة اتصال الشركة الوسم الوجه السينمائي ينم عن الصوت لإجراء التعديل من تجربة الأداء رواية ريو موراكامي لعام 1997. أرادت أوميغا إنشاء فيلم مختلف عن الحلقة الخارقة للطبيعة واختار تكييف رواية موراكامي، التي تفتقر إلى هذه السمة. لمحاولة شيء مختلف، وظفوا كاتب سيناريو (دايسوكي تينغان) ومخرجًا (تاكاشي مايكه) الذين لم يشتهروا بالعمل في أفلام الرعب. قبل الفيلم، اشتهر Tengan بأنه كاتب سيناريو لعمله مع والده (شوهي إيمامورا) علىلانقليس (فيلم) والذي فاز السعفة الذهبية عام 1997.

## الموضوع
تمت قراءة الفيلم على أنه نسوي وكاره للنساء. صرح ميكي أنه عندما التقى بالصحفيين في المملكة المتحدة وفرنسا وجد أنهم علقوا على الموضوعات النسوية في الفيلم عندما تنتقم أسامي من الرجال في حياتها. يضع الفيلم اوياما بسمات وسلوكيات يمكن اعتبارها متحيزة جنسيًا: قائمة بالمعايير التي يجب أن تلتقي بها عروسه، وتنسيق الاختبار الزائف الذي يستخدمه للبحث عن زوجة المستقبل. صرح توم ميس مؤلف كتاب المحرض: سينما تاكاشي ميكي أن مشهد التعذيب مع تشويه أوياما يمكن اعتباره انتقامًا من أسامي. درس دينيس ليم من لوس أنجلوس تايمز موضوعات مماثلة، مشيرًا إلى أن الفيلم «في نهاية المطاف عن خوف الذكور من النساء والجنس الأنثوي» وأن النساء يتم عرضهن بشكل صارخ في النصف الأول من الفيلم، فقط لجعل أسامي «يصحح هذا الخلل.» في النصف الثاني عندما تصبح«ملاك منتقم». صرح كريس بيزيلو، الذي يكتب في المصور السينمائي الأمريكي أن أحد الأساليب المعقولة لتفسير الفيلم هو رؤية الفعل الأخير باعتباره تمثيلًا لذنوب أوياما بسبب إساءة معاملته للنساء ورغبته في السيطرة عليهن. يطور أوياما خيالًا بجنون العظمة عن كائن مهاجم: لأنه يحمل أفكارًا سادية تجاه النساء فإنه يطور خوفًا من أن الكائن سوف ينتقم. على عكس ذلك، صرحت ميكي أن مشاهد التعذيب الأخيرة في الفيلم ليست كابوسًا بجنون العظمة حلم به أوياما. جادلت ميس ضد التصوير النسوي للفيلم مشيرة إلى أن أسامي ليست مدفوعة بأجندة أيديولوجية، وأن الاعتراف بأنها تنتقم من رجل كذب عليها سيتجاهل أنها كذبت أيضًا على أوياما. تقول أسامي «أريد أن أخبرك بكل شيء» أثناء مشهد التعذيب مما يعني أنها لم تكن صادقة من قبل. يلاحظ ميس أيضًا أن موضوع الملاك المنتقم يتعارض مع تفسير الانتقام النسوي، نظرًا لأن إحدى ضحايا أسامي هي أنثى.
في الفيلم كانت شخصية اسامي ضحية لإساءة معاملة الأطفال. وصفت كوليت بالمين في كتابها مقدمة لفيلم الرعب الياباني أسامي بأنها «مجرد وجه واحد آخر للنساء المظلومات في الثقافة اليابانية إنهن ضحايا للقمع والقمع، ولم يبق لهن سوى الموت والشعور بالوحدة». كتب الناقد السينمائي روبن وود أنه من خلال إساءة معاملة طفلها تعلمت أسامي أن الحب والألم يجب أن يكونا لا ينفصلان. يتم دفع الجمهور إلى التعرف على أسامي من خلال هذا الإيذاء وأيضًا ما وصفه ستيفن ليدرو بأنه «المجتمع الياباني الأبوي». صرح إلفيس ميتشل (نيويورك تايمز) أن موضوع الفيلم كان: «تجسيد المرأة في المجتمع الياباني وصورة المرآة للرعب الذي يمكن أن يخلقه». اقترح توم ميس أنه يمكن مشاهدة هذه الموضوعات في المشهد حيث تقوم أسامي بإطعام أسيرها المشوه ثم تتحول إلى نسخة الطفولة من نفسها وتربيته مثل الكلب. وتخلص ميس إلى أن هذا يتم للإشارة إلى أن ما حدث في حياة أسامي جعلها بالغة العنف التي شوهدت في الفيلم.

## البث
وتم بث العرض الأول في العالم في أكتوبر 2, 1999 في مهرجان فانكوفر السينمائي الدولي. وكان العرض الأول جزءا من برنامج لأفلام الرعب اليابانية الحديثة في المهرجان، بما في ذلك رينغ، رينغ 2، شيكوكو وجوزيني. تم عرض تجربة الأداء في مهرجان روتردام السينمائي الدولي التاسع والعشرين في هولندا في أوائل عام 2000 حيث تم عرضه كجزء من معرض ميكي بأثر رجعي. وذكر توم ميس أن الاختبار تلقى أكبر قدر من الاهتمام في روتردام، حيث فاز بجائزة الاتحاد الدولي للنقاد السينمائيين لأفضل فيلم من المسابقة. وقد منحت جائزة الاتحاد الدولي للنقاد السينمائيين من قبل لجنة تحكيم من الصحفيين السينمائيين الدوليين، الذين يمنحون هذه الجائزة خلال مهرجان روتردام السينمائي الدولي. فقط الأفلام غير في المنافسة مؤهلة للجائزة. كما فازت تجربة الأداء بجائزة KNF، التي صوتت عليها دائرة الصحفيين السينمائيين الهولنديين.
تم إطلاق تجربة الأداء مسرحيا في اليابان في 3 مارس 2000. وعندما سُئل عن حفل الاستقبال في اليابان، ذكر ميكي أنه «لم يكن هناك رد فعل» حيث تم عرض الفيلم على دور عرض صغيرة على مدار مسرحي قصير. Miike تابع أن الجمهور الياباني لم يعرف حقا عن الاختبار حتى تلقى سمعة أكبر في الخارج. هو استلم عرضه أمريكيّة في سياتل دوليّة فيلم مهرجان في 2000. تم عرض الفيلم في الولايات المتحدة في 8 أغسطس 2001. وحقق في نهاية المطاف 131.296 دولارا في البلد.
في المملكة المتحدة، تلقي الفيلم عروضًا في عام 2000 في كل من مهرجان لندن للأفلام ومهرجان امطار السينمائي. تم إصداره مسرحيًا في المملكة المتحدة من قبل مترو الترتان في منتصف مارس 2001. وكان هذا أول فيلم لميكي أن يطلق مسرحية في المملكة المتحدة.

## الاستقبال
على روتن توميتوز، الفيلم لديه تصنيف 81٪ على أساس 74 تقييما، مع متوسط تصنيف 7.34/10. وجاء في توافق الآراء الحاسم على الموقع: «فيلم رعب ياباني جريء ومقلق من المخرج تاكاشي ميكي، ويسلي الاختبار كمصدمة مروعة ودراما نفسية». على ميتاكريتيك، يتلقّى الفيلم وزنت نسبة معدّلة من 69 الي 100 على 19 ناقدات يشير «مراجعات مواتي عموما». كين آيزنر (فاريتي) أعطى الفيلم مراجعة إيجابية. المراجع أشار إلى الفيلم ك «صدمة حقا فيلم رعب» أنّ كان «جعلت أكثر أكثر ازعاج بجماله يصدم». جيفري ماكناب، الكتابة في البصر والصوت، وأشار إلى الفيلم بأنه «بطيئة حرق ولكن في نهاية المطاف مدمرة صورة الرعب» وكتب أن «انها قطعة الموهوب من صناعة الأفلام مع أكثر دقة وعمق من أفلام ميكي الأخرى». وصف فرانك شيك من هوليوود ريبورتر الفيلم بأنه «واحد من أكثر أفلام الرعب الجريئة في السنوات الأخيرة». وأشاد مارك شيلينغ (صحيفة اليابان تايمز) شينا وإيشيباشي التمثيل، لكنه أشار إلى أن «من بين مهيجات الفيلم القليلة هو smarmy، رجل سيئة الأشرار نرلي بدوره من قبل رنجي إيشيباشي كما أسامي كرسي متحرك مدرب الباليه. وهو تذكير من حيث الكثير من أفلام ميكي الأخرى قد توجهت – مباشرة لرفوف الفيديو». وخلص شيلينغ إلى أن «ميكي مستعد لدور أكبر - كواحد من كبار المخرجين اليابانيين في جيله».
في أوائل 2010s, تايم أوت أجرت استطلاعا للرأي مع العديد من المؤلفين والمخرجين والممثلين والنقاد الذين عملوا ضمن هذا النوع من الرعب للتصويت لأفلام الرعب الأعلى. يوضع في رقم 18 على قائمة علويّة 100.
الكتاب لمجموعة متنوعة، وهوليوود ريبورتر وبصر والصوت وأكد كل المشهد النهائي للفيلم. Scheck (هوليوود ريبورتر) كتب أن "ميكي يهدم الجمهور في حالة من الرضا عن الذات مع درس بطيئة الحركة، هزلية طفيفة النصف الأول قبل تقديم القسم النهائي البشعة التي تجعل البؤس ستيفن كينغ تبدو صحية "وكانت النهاية " كل صدمة أكثر للطريقة السريرية التي يتم تقديمها". إيسنر فاريتي أفاد أنّ هو فقط في النهاية من الفيلم أنّ اختبار "يكسر من رسّفيست". في مقاله حول مواضيع في الفيلم روبن وود ذكر أن معظم أفلام ميكي هي مزعجة ل "ما لديهم ليقول لنا عن حالة الحضارة المعاصرة هم ليسوا في الأقلّ مزعجة في، يعمل على بعض تخيليّة مستوى من إبادة مع 'فكّة كتاب' عنف. بالمقارنة وذكر أن الاختبار هو "مزعجة بشكل أصيل وأكثر ترويعا بلا حدود: المرة الأولى شاهدت ذلك على دي في دي، في المنزل، بعد تحذيرات كنت قد تلقيت كنت إغراء مرارا وتكرارا خلال نصف ساعة الماضية لإيقاف تشغيله". قارن وود الفيلم بـ سالو لبيير باولو باسوليني، أو 120 يومًا من سدوم، حيث ذكر أن الفيلم كان "غير قابل للمشاهدة تقريبًا مثل بكرات الأخبار - من أوشفيتز، من الضحايا الأبرياء من هيروشيما وناغازاكي وفيتنام، ضحايا التجريد من الإنسانية النازية أو الأمريكية".
من نجاح الفيلم مع الجمهور الغربي، يقول ميكي إنه لم يفاجأ، لكنه «لم يكن لديه أي فكرة عما يدور في أذهان الناس في الغرب وأنا لا أدعي أنني أعرف ما هي أذواقهم. ولا أريد أن أبدأ بالتفكير في ذلك من الجميل أنهم أحبوا فيلمي، لكنني لن أبدأ بالقلق عمداً حول السبب أو ما يمكنني القيام به لتحقيق ذلك مرة أخرى». وذكرت الممثلة إيهي شينا أنه في اليابان، فقط نوع معين من محبي الأفلام سوف يشاهدون الاختبار. وعلى سبيل المقارنة، قالت إن الفيلم شاهده العديد من الأشخاص في الخارج، وهو ما عزته إلى «التوقيت الجيد».

## وصلات خارجية
- مقالات تستعمل روابط فنية بلا صلة مع ويكي بيانات